# Rúbrica d'avaluació
Una rúbrica d'avaluació és un document usat per avaluar de manera complexa processos o resultats educatius com ara un debat, una presentació, una redacció o un projecte escolar. Consisteix en una quadrícula o rúbrica on en un eix es posen els criteris d'avaluació i en l'altre eix els diferents nivells assolits, amb qualificació o sense. Per exemple, en una rúbrica per avaluar l'expressió escrita, un dels ítems pot ser «tenir una ortografia correcta», amb cinc nivells d'assoliment segons el nombre i tipus de faltes. Les rúbriques poden ser emprades pels professors o pels mateixos estudiants com a mètode d'autoavaluació. Es tracta doncs d'una matriu que permet objectivar el procés d'avaluació d'activitats concretes: la matriu explicita, d'una banda, els criteris necessaris per a la realització de la competència i, de l'altra, els diferents nivells d'assoliment segons els resultats corresponents, concretats en indicadors relacionats específicament amb la tasca d'avaluació.

## Etimologia
Es tracta d'una forma que, amb aquest significat, no està recollida en cap font de referència lexicogràfica ni terminològica en català. S'ha de considerar un neologisme semàntic perquè representa una ampliació dels significats que el mot rúbrica, procedent del llatí, ja té.
El sentit que s'ha difós en l'àmbit de l'ensenyament és probablement una influència de l'anglès, vehiculat també pel francès i el castellà. En anglès, per exemple, el diccionari Webster inclou la definició: a guide listing specific criteria for grading or scoring academic papers, projects, or tests.